# العالية (وادي الصفراء)
العالية قرية تاريخية قديمة من قرى وادي الصفراء، تقع غرب المدينة المنورة بمسافة حوالي 120 كيلومترا، وتتبع إداريا محافظة بدر والواقعة غرب منطقة المدينة المنورة في السعودية.

## التاريخ
أحد خيوف وادي الصفراء يقع غرب خيف الحسنية بحوالي 4 أكيال تقريباً باتجاه بدر، وقد نزح سكانه إلى المدن المجاورة بعد أن توقفت عينه.